# Lypothora roseochraon
Lypothora roseochraon es una especie de polilla de la familia Tortricidae. Se encuentra en Ecuador.

## Descripción
La envergadura es de aproximadamente 28 mm. El color de fondo de las alas anteriores es blanco, conservado en la mitad dorsal del ala desde la base hasta la zona del tornal. Las alas anteriores están marcadas por algunas escamas marrones y un punto posmediano. Las alas traseras son parduscas.

## Etimología
El nombre de la especie se deriva del griego roseos (que significa rosado y chrao (que significa levemente herido).